# 가베스만

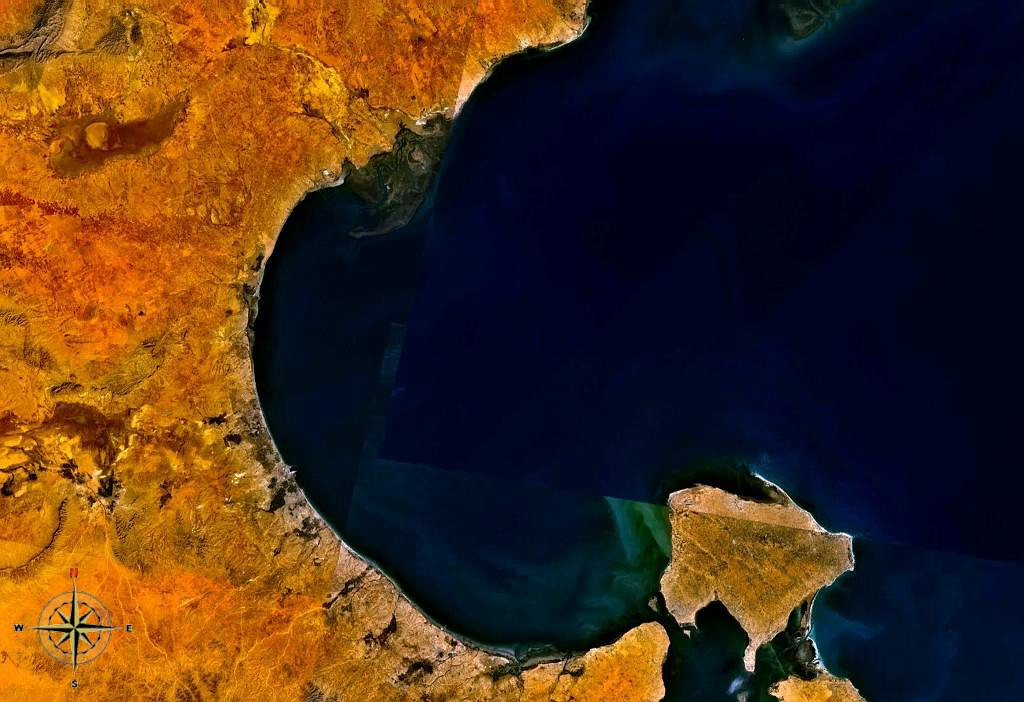
가베스만

가베스만(خليج قابس)은 튀니지 동부 해안에 있는 지중해의 만으로 튀니지 최대의 만이며 대략 스팍스에서 제르바에 걸쳐 있다. 가베스만에 있는 도시인 가베스에서는 조석 간만의 차가 최대 2.1m다. 가베스와 스팍스 모두 주요 항구다.

## 역사
라틴어 명칭 Syrtis Minor는 가이우스 플리니우스 세쿤두스에 의해 사용되는데 그는 폴리비우스가 해당 지역을 ἡ μικρά Σύρτις로 불렀다는 점을 인용했다.